# مارومیاندرا (ایکونگو)
مارومیاندرا (به لاتین: Maromiandra) یک منطقهٔ مسکونی در ماداگاسکار است که در ایکونگو واقع شده‌است. مارومیاندرا ۱۲٬۰۰۰ نفر جمعیت دارد و ۲۵۲ متر بالاتر از سطح دریا واقع شده‌است.